# Невиллы
Невиллы или Невилли (англ. The House of Neville) — английский знатный род, который достиг зенита своего могущества в XV веке во время войны Алой и Белой розы в лице так называемого делателя королей (графа Уорика), чья дочь Анна Невилл была королевой Англии, а племянник носил герцогский титул.
Существовало два одноимённых английских знатных рода. Один род был нормандского происхождения, его расцвет приходится на 1-ю половину XIII века. Другой род имел англосаксонские или шотландские корни и был связан с первым посредством брака, в результате которого были унаследованы владения старшей линии первого рода, а также принят патроним «де Невилл». Этот род оставил заметный след в английской истории. Старшие ветви этого рода угасли, но одна из младших ветвей существует и ныне, её глава носит титул маркиза Абергавенни.

## Первый дом Невиллов

### Происхождение
Впервые представители дома Невиллов упоминаются в 1086 году в «Книге судного дня». Согласно ей, некий Гилберт (I) де Невилл владел поместьем Уолкот в Линкольншире от аббатства Питерборо. Его сыновьями, вероятно, были Гилберт и Ральф де Невиллы, которые также владели землями от аббатства Питерборо и в 1125 году.
На основании родового прозвания, Невилл, а также связям с аббатством Петерборо и Нормандией, исследователи сделали вывод о нормандском происхождении рода. Согласно поздней генеалогии, родоначальником рода был Балдерик Тевтон, сеньор Баквиля около Ко, который по легенде прибыл в Нормандию из Германии. Его сын Ричард, по своему фьефу Нойвиль около Тока (департамент Орн) получил патроним де Нойвиль (фр. de Neuville), который позже трансформировался в Невилл. Сыном Ричарда де Нойвилла указывается Гилберт де Невилл, после нормандского завоевания перебрался в Англию. Некоторые исследователи указывают, что Гилберт де Невилл был адмиралом Вильгельма Завоевателя, которого Фульк Анжуйский снабдил 40 кораблями для флота. Также указывается, что он был сенешалем Вильгельма Завоевателя в битве при Гастинсе.
Однако документального подтверждения того, что Гилберт занимал высокое положение при Вильгельме Завоевателе, не существует. Сохранился перечень его земельных владений в 1115 году, исходя из которого можно сделать вывод о том, что он в 1086 году и начале XII века был мелким арендатором в Линкольншире. Возможно, что эта легенда была сочинена в то время, когда Невиллы стали могущественными, и книжники, желая угодить им, придумали в качестве предка Невиллов компаньона Вильгельма Завоевателя, что считалось в это время престижным.

### Возвышение рода
Гилберт стал родоначальником старшей линии Невиллов, оставив трёх сыновей. Один из них, Джеффри де Невилл (умер около 1193), оставил сына Генри (ум. 1226) и дочь Изабеллу, вышедшую замуж за Роберта Фиц-Малреда, потомки которого усвоили патроним «де Невилл» (см. Невиллы из Рэби). Другая ветвь пошла от Ральфа де Невилла оставил сына Алана (I) (умер около 1176), землевладельца в Линкольншире.
С Алана I начинается возвышение рода. Король Генрих II провёл судебную реформу, в рамках которой Алан был назначен главным лесничим. Он настолько энергично проводил в жизнь лесное право, что заслужил всеобщую ненависть. Своё положение он использовал также для обогащения. Поддерживая короля в его ссоре с Томасом Бекетом Алан дважды попадал под отлучение от церкви. От его сыновей Джеффри и Ральфа пошли 2 ветви рода, существовавшие до 2-й половины XIV века.
Во время правления последующих королей, Ричарда I, Иоанна Безземельного и Генриха III, многие представители рода Невиллов занимали разные посты, они были шерифами в разных областях Англии. Их родственные связи не всегда можно определить. Джеффри де Невилл (умер в 1225), вероятно один из сыновей Алана I, был влиятельным бароном, камергером короля Иоанна Безземельного, племянник Джеффри Хью де Невилл (ум. 1234) был главным лесничим, Ральф де Невилл (ум. 1244), незаконнорожденный сын одного из представителей рода, был епископом Чичестера, а в 1231 году был избран архиепископом Кентерберийским, но его кандидатура не была утверждена папой.
Существовали также ветви Невиллов из Холта, Невиллов из Пикхолла, Невиллов из Рэгнолла, Невиллов из Роллестона, Невиллов из Обурна, Невиллов из Фэлдингуорта, Невиллов из Гроува, Невиллов из Торни, Невиллов из Уолкота, Невиллов из Веллингора, которые происходили от Джоллана (Джона) де Невилла.

## Второй дом Невиллов

### Происхождение
Родословие второго рода Невиллов — Невиллов из Рэби — прослеживается до нормандского завоевания. Первый достоверно известный предок — некий Утред, чей сын Дольфин упоминается в 1131 году. Хотя после завоевания англосаксонская знать вытеснялась нормандской, на севере Англии остались представители старой знати. Вероятно, что Утред был потомком местных аристократов, у него были англосаксонские и, возможно, шотландские корни. Согласно поздним генеалогиям, Дольфин был потомком Кринана, основателя Данкельдской династии — королей Шотландии. По этой генеалогии, Дольфин был сыном графа Нортумбрии Госпатрика, традиционно считающегося сыном Малдреда Фиц-Кринана, младшего сына Кринана Данкельдского, и Алгиты, дочери графа Нортумбрии Утреда, зятя короля Этельреда Неразумного. Однако Дольфин, предок Невиллов, был сыном Утреда и не может быть идентифицирован с упоминаемым в 1092 году Дольфином, сыном графа Госпатрика. В 1842 году Драммонд в «Noble British Families» опубликовал генеалогию потомков графа Утреда, в которой у него был показан сын Госпатрик, имевший сына Утреда и внука Эдвульфа Руса, однако идентификация Утреда, отца Эдвульфа, с Утредом, отцом Дольфина, имеет хронологические проблемы: Эдвульф в 1080 году участвовал в убийстве епископа Уолшера и вряд ли мог быть братом Дольфина, упоминаемого в 1131 году.
Однако Дольфин Фиц-Утред, который приносил оммаж королям Англии и Шотландии, а также епископу Дарема, был, несомненно, знатного происхождения. Пол Больфур высказал версию, что отцом Утреда был Малдред, второй сын Малдреда Фиц-Кринана, и, соответственно, младший брат графа Госпатрика, однако неизвестно, на каком источнике это основано. Высказывалось также предположение, Утред может быть идентифицирован с Утредом, сыном Лигульфа, тана Нортумберленда, убитого в Дареме в 1080 году, однако документально подтвердить эту гипотезу невозможно.
Дольфин упоминается только однажды — в 1131 году приор Дарема пожаловал ему имение Стейндроп (ранее Стейнторп) в графстве Дарем, которое оставалось центром семейных владений до 1569 года. Владения Дольфина составляли 14 000 акров. Основным местопребыванием рода было в Рэби на севере Стейндропа. В XIV веке там был построен замок Рэби. У Дольфина было двое сыновей: Малдред (ум. до 1186) и Патрик, сыном Малдреда был Роберт Фиц-Малдред.

### Невиллы из Рэби

#### Начало возвышения
Роберт Фиц-Малдред (ум. 1242/1248), унаследовавший владения отца в Дареме, женился на Изабелле (ум. до мая 1254), дочери Джеффри де Невилла, юстициария Йоркшира, происходившего из первого рода Невиллов. Брат Изабеллы, Генри де Невилл, владелец поместий в Эшби и Тойнтоне, умер в 1227 году, не оставив детей, его наследницей стала Изабелла. Также Изабелла через мать, Эмму де Балмер, унаследовала Бранкепет в Дареме.
Роберт и его потомки первоначально вели спокойную жизнь сельских сквайров в Дареме. Роберт в 1230 году упоминается как комиссионер по сбору специального налога в Нортумберленде, а в 1241 году участвовал в военной компании Генриха III в Уэльсе. Его сын от брака с Изабеллой, Джеффри (VII) (ум. до 29 сентября 1242) унаследовал обширные владения матери, в том числе Бранrепет в Дареме, Шерифф-Хаттон в Северном Йоркшире и земли в Линкольншире, а также принял патроним «де Невилл», поскольку носить нормандский патроним было престижнее и социально более выгодно, чем английский.
Джеффри умер раньше отца, оставив трёх сыновей. Младший, Джон, умер рано, не оставив потомства. От двух других сыновей пошли 2 ветви рода. Второй сын, Джеффри (VIII) (ум. 1285), стал родоначальником ветви Невиллов из Хорнби. От старшего же, Роберта (I) де Невилла (ум. 1282), пошла самая знаменитая ветвь рода.

#### Война Алой и Белой розы
Вражда семейств Перси и Невилл, которые являлись крупнейшими землевладельцами на севере Англии, вылилась в ряд столкновений и битв в период до и во время войны Алой и Белой розы. Исторически сложилось так, что Невиллы в большинстве своём поддерживали Йорков, а Перси — Ланкастеров.
Ральф Невилл в 1397 года первым в истории был пожалован титулом графа Уэстморленла. Его потомки носили этот титул до 1571 года, после чего лишились его по подозрению в государственной измене.
Начиная с викторианской эпохи глава рода Невиллов носит титул маркиза Абергавенни. Его резиденцией является замок Иридж в Ротерфильде под Лондоном.

### Невиллы из Хорнби
Родоначальником данной ветви был Джеффри (VIII) (ум. 1285), второй сын Джеффри (VII) де Невилла. Он участвовал в битве при Льюисе в 1264 году против Симона де Монфора, позже занимал разные должности в Северной Англии.
Последним представителем ветви был сэр Роберт (III) де Невилл (до 1328—1413), лорд Хорнби. Он участвовал в составе английской армии в Столетней войне, был членом палаты общин английского парламента от Йоркшира, а также шерифом Йоркшира. Его наследник, Томас, умер раньше отца, оставив единственную дочь Маргарет (ок. 1384—1413/1426), которая вышла замуж за Томаса Бофорта, герцога Эксетера.

## Генеалогия

### Генеалогия первого дома Невиллов
Балдерик Тевтон, сеньор Баквиль-ан-Ко
- Фульк д’Ону; жена: Беатрис Ле Гоц, дочь Ансфреда Ле Гоца
- Ричард, сеньор де Нойвиль (де Новавиль)
  - (?) Гилберт (I) де Невилл (ум. после 1086), землевладелец в Линкольншире в 1086
    - Гилберт (II) де Невилл (ум. после 1169), землевладелец в Линкольншире
      - Джеффри (I) де Невилл из Уолткота (ум. до 1169); жена: Йоханна де Клер, дочь Роджера де Клера
        - Джеффри (VI) де Невилл из Баррета (ум. ок. 1193), судья; жена: ранее декабря 1176 Эмма де Балмер (ум. до 1208), дочь Бертрама де Балмера, лорда Бранкепета
          - Генри де Невилл из Эшби и Тойнтона (ум. 1227); жена: Элис
          - Изабелла де Невилл (ум. до мая 1254); 1-й муж: Гилберт де Бланкенберг; 2-й муж: Роберт Фиц-Малдред, лорд Рэби, родоначальник второго дома Невиллов

        - Уильям де Невилл
        - Уолтер де Невилл

    - Ральф де Невилл (ум. после 1125), землевладелец в Линкольншире
      - Алан (I) де Невилл (ум. 1178), судья
        - ветвь Невиллов из Эссекса

    - Джоллан (Джон) де Невилл
      - ветви Невиллов из Холта, Невиллов из Пикхолла, Невиллов из Рэгнолла, Невиллов из Роллестона, Невиллов из Обурна, Невиллов из Фэлдингуорта, Невиллов из Гроува, Невиллов из Торни, Невиллов из Уолкота, Невиллов из Веллингора
- Гуннора д’Ону; муж: Гилберт Криспин, барон Бек, кастелян Тильера; по другой версии Гилберт де Брионн (ок. 979/1000 — около марта 1040), граф де Брионн с ок. 1015 года, граф д’Э,

#### Невиллы из Эссекса (генеалогия)
Алан (I) де Невилл (ум. 1178), судья в Суде казначейства в 1165, юстициарий лесов всей Англии в 1166—1177
- Алан (II) де Невилл (ум. 1190), помощник юстициария лесов всей Англии в 1169—1190
- Джеффри (II) де Невилл (ум. октябрь 1225), камергер короля Иоанна Безземельного в 1207, шериф Йоркшира в 1214, сенешаль Пуату в 1215—1219
  - Джеффри (IV) де Невилл (ум. до 31 июля 1249), хранитель лесов Пикеринга во время правления короля Иоанна Безземельного; жена: ранее 1226 Мабель де Ла Мар (ум. до 1253), дочь Уильяма де Ла Мара
    - сэр Хью де Невилл (ум. до 1275); жена: Маргарет де Фурнивал (ум. после 1289), дочь Томаса де Фурнивала
      - Джеффри (V) де Невилл (ум. 1316)
        - Филипп де Невилл (ум. 1345)

  - Алан (III) де Невил
  - Джон (I) де Невилл (ум. до 1253)
    - Джеффри (III) де Невилл (ум. до 15 августа 1267); жена: Хелевиза (Хавиза) де Монтегю (ум. после 1275), дочь Уильяма де Монтегю
- Томас де Невилл
- Ив де Невилл (ум. ок. 1199)
- Ральф де Невилл; жена: Ne Рэфин, дочь Бертрама Рэфина
  - Хью (I) де Невилл (ум. до 21 июля 1234), участник Третьего крестового похода, хранитель замка Мальборо в 1194, шериф Эссекса в 1198—1199 и 1202—1203, главный объезжающий леса юстициарий ранее 1199, шериф Хартфордшира в 1202—1203, главный лесничий Англии в 1203, казначей ранее января 1209, хранитель портов между Корнуоллом и Хэмпшером в 1213, главный юстициарий в 1224, хранитель лесов в 1224, шериф Линкольншира в 1227; 1-я жена: ранее 30 апреля 1200 Джоан де Корнхилл (ум. 1224/1230), дочь Генри де Корнхила и Алисы де Курси; 2-я жена: ранее апреля 1230 Беатрис де Тёрнхем (ум. до декабря 1245), дочь Стефана де Тёрнхема
    - Джон (II) де Невилл (ум. до 8 июня 1246), главный юстициарий лесов в 1235; жена: Хавиза де Куртене (ум. 8 апреля 1269), дочь сэра Роберта де Куртене из Окгемптон. Её вторым мужем был сэр Джон де Гейтсден (ум. до 17 октября 1262)
      - Хью (II) де Невилл (ум. до 5 октября 1269), участник восстания Симона де Монфора, в 1266 году был помилован и ему были возвращены поместья Уокеринг и Уэтерсфилд
      - Джон (III) де Невилл (ум. до 20 мая 1282), участник восстания Симона де Монфора, в 1266 году был помилован, констебль Тауэра в 1272—1273; жена: Маргарет (ум. 1338)
        - сэр Хью де Невилл (23 августа 1276 — до 27 мая 1335), 1-й барон Невилл из Эссекса с 1311; 1-я жена: ок. 1290 Элеанор де Вейланд, дочь Томаса де Вейланда и Марджери; 2-я жена: ок. 1309 Ида Фицуолтер (ум. 7 ноября 1361), дочь Роберта Фицуолтера, 1-го барона Фицуолтер, и Алиеноры де Феррерс
          - (от 1-го брака) Джон де Невилл (ок. 1299 — 25 июля 1358), 2-й барон Невилл из Эссекса с 1335; 1-я жена: ранее 1345 Маргарет де Ла Вард, дочь Роберта де Ла Вард, 1-го барона де Ла Вард; 2-я жена: после июня 1345 Элис (ум. 28 мая 1394), вдова Томаса де Нерфорда (ум. 14 мая 1344)
          - (от 1-го брака) Хью (IV) де Невилл (ум. после 1356)
            - Джон (IV) де Невилл (ум. после 1357), рыцарь ордена госпитальеров в 1357

          - (от 1-го брака) Эдмунд де Невилл (ум. после 1334)

    - Герберт де Невилл (ум. до апреля 1257), владелец поместья Арнольд в Ноттингемшире в 1242/1243
    - Агнесс де Невилл

  - Роджер де Невилл, хранитель замка Рокингем в 1213, шериф Нортгемптоншира в 1215
  - Адам де Невилл; жена: Ne де Селиби, дочь Томаса де Селиби
  - Томас де Невилл
  - Уильям де Невилл; жена: Изабелла Валеран
  - Элис де Невилл; муж: Пьер де Этелакестон, хранитель лесов Лестершира и Ратленда

### Генеалогия второго дома Невиллов
Утред
- Дольфин Фиц-Утред (ум. после 1131), лорд Рэби; жена: Элис
  - Малдред Фиц-Дольфин (ум. до 1183), лорд Рэби; жена: N де Стутевилл, дочь Джона де Стутевилла
    - Роберт Фиц-Малдред (ум. 1242/1248), лорд Рэби; жена: Изабелла де Невилл (ум. до мая 1254), дочь Джеффри (VI) де Невилла и Эммы де Балмер
      - Джеффри (VII) де Невилл (ум. до 29 сентября 1242); жена: Джоанн де Монмут (ум. после ноября 1247), дочь Джона де Монмута
        - Роберт (I) де Невилл (ок. 1223 — до 20 августа 1282), лорд Рэби и Бранкепет; 1-я жена: N; 2-я жена: ранее 13 апреля 1273 Ида (ум. после 18 мая 1315), вдова сэра Роджера Бертрама (5 декабря 1224 — после 6 марта 1272); после смерти Роберта не позже 8 мая 1285 вышла замуж за сэра Джона Фиц-Мармадьюка (ум. до 16 августа 1311)
          - Невиллы из Рэби

        - Джеффри VIII де Невилл (ум. до 16 марта 1285); жена: ранее 1267 Маргарет де Люнгвильер (до 1252 — ок. февраля 1319), дочь Джона де Люнгвильера
          - Невиллы из Хорнби

        - Джон де Невилл (ум. до 1242)
        - Агнес де Невилл (ум. между 16 июня 1285 и 20 июля 1293); 1-й муж: Ричард де Перси (ум. 1244), барон Перси; 2-й муж: Жан (Джон) II Денкур из Бленкли (ум. 1257)

  - Патрик Фиц-Дольфин; жена: Дердера
    - Уильям де Вашингтон (ум. после 1220)
      - Вашингтоны

#### Невиллы из Рэби (генеалогия)
Роберт (I) де Невилл (ок. 1223 — до 20 августа 1282), лорд Рэби и Бранкепет; 1-я жена: N; 2-я жена: ранее 13 апреля 1273 Ида (ум. после 18 мая 1315), вдова сэра Роджера Бертрама (5 декабря 1224 — после 6 марта 1272); после смерти Роберта не позже 8 мая 1285 вышла замуж за сэра Джона Фиц-Мармадьюка (ум. до 16 августа 1311)
- (от 1-го брака) Роберт (II) де Невилл (ок. 1240—1271); жена: с ок. 1260 Мэри Фиц-Ранульф (ок. 1244 — до 11 апреля 1320), дочь Ральфа Фиц-Рандульфа, лорда Мидлэма, и Анастасии де Перси
  - Ранульф де Невилл (18 октября 1262 — ок. 18 апреля 1331), лорд Рэби с 1282, 1-й барон Невилл из Рэби с 1295; 1-я жена: с 1282 Евфемия де Клеверинг (ок. 1267—1329), дочь Роберта де Клеверинга, 5-го барона Уорквота и Клеверинга, и Маргарет де Ла Зуш; 2-я жена: Марджери де Тванг, дочь Джона де Тванга
    - (от 1-го брака) Джоан де Невилл (ок. 1283 — ?)
    - (от 1-го брака) Анастасия де Невилл; муж: сэр Уолтер де Фокомберг (1264 — 24 июня 1314)
    - (от 1-го брака) Ида де Невилл (ок. 1289 — ?)
    - (от 1-го брака) сэр Роберт де Невилл «Павлин Севера» (до 1291 — июнь 1219), лорд Мидлэма; жена: с ок. 1315 Элен
    - (от 1-го брака) Ральф де Невилл (ок. 1291 — 5 августа 1367), 2-й барон Невилл из Рэби с 1331; жена: с 1327 Элис Одли (ок. 1300 — 12 января 1374), дочь сэра Хью Одли, 1-го барона Одли, и Изольты де Мортимер, вдова Ральфа де Грейстока, 1-го барона Грейстока
      - Джон де Невилл (ок. 1328 — 17 октября 1388), 3-й барон Невилл из Рэби с 1367; 1-я жена: с июля 1357 Мод де Перси (ок. 1335 — 18 февраля 1379), дочь Генри Перси, 2-го барона Перси из Алника, и Идонии де Клиффорд; 2-я жена: ранее 9 октября 1381 Элизабет Латимер (ок. 1356 — 5 ноября 1395), 5-я баронесса Латимер из Корби с 1381, дочь Уильяма Ле Латимера, 4-го барона Латимера из Корби, и Элизабет Фицалан. После смерти 1-го мужа Элизабет вышла замуж вторично за Роберта де Уиллоуби (ок. 1349 — 9 августа 1396), 4-го барона Уиллоуби де Эрэби
        - (от 1-го брака) Элис де Невилл (ок. 1358 — 20 июня 1433); муж: ранее 24 июня 1380 Уильям Дейнкур (26 декабря 1357 — 15 октября 1381), 3-й барон Дейнкур с 1364
        - (от 1-го брака) Элеанор де Невилл (ок. 1360 — после 1441); муж: Ральф де Лэмли (казн. январь 1400), 1-й барон Лэмли с 1384
        - (от 1-го брака) Матильда (Мод) де Невилл; муж: сэр Уильям Ле Скруп (ум. 1367)
        - (от 1-го брака) Ральф де Невилл (ок. 1364 — 21 октября 1425), 4-й барон Невилл из Рэби с 1388, 1-й граф Уэстморленд с 1397; 1-я жена: с ок. 1382 Маргарет де Стаффорд (ок. 1364 — 9 июня 1396), дочь Хью де Стаффорда, 2-го графа Стаффорда, и Филиппы де Бошан; 2-я жена: ранее 29 ноября 1396 года Джоанна де Бофорт (ок. 1375 — 13 ноября 1440), дочь Джона Гонта, 1-го герцога Ланкастера и его третьей жены Екатерины Суинфорд, вдова Роберта де Феррерса (ок. 1373 — до 29 ноября 1396), 2-го барона Феррерса из Уэма
          - (от 1-го брака) Матильда (Мод) де Невилл (ум. октябрь 1438); муж: ранее 6 августа 1400 Пьер де Моле (ок. 1378 — 6 сентября 1415), 5-й барон Моле
          - (от 1-го брака) Элис Невилл (ок. 1384 — ?); 1-й муж: сэр Томас Грей из Хитона (30 ноября 1384 — 3 августа 1415); 2-й муж: сэр Гилберт Ланкастер
          - (от 1-го брака) Филиппа Невилл (ум. между 8 июля 1453 и 5 января 1458); муж: ранее 20 июля 1399 Томас Дакр (27 октября 1387 — 15 января 1458), 6-й барон Дакр с 1399
          - (от 1-го брака) Джон де Невилл (до 1387 — до 20 мая 1420), барон Невилл с 1397, хранитель Восточной Шотландской марки с 1414; жена: после 29 августа 1394 Элизабет Холланд (ум. 4 января 1423), дочь Томаса Холланда, 2-го графа Кента, и Элис Фицалан
            - Невиллы из Уэстморленда

          - (от 1-го брака) Элизабет Невилл, монахиня
          - (от 1-го брака) Анна Невилл; муж: ранее 3 февраля 1413 сэр Гилберт де Умфравиль (18 октября 1390 — 22 марта 1421)
          - (от 1-го брака) Ральф де Невилл (ок. 1392 — 25 февраля 1458); жена: с ок. 1413 Мэри Феррерс (ок. 1379 — 25 января 1458), дочь Роберта де Феррерса, 3-го барона Феррерса из Уэма, и Джоанны де Бофорт
            - Мэри Невилл (ок. 1414 — ?)
            - Джон Невилл (ок. 1416 — 17 марта 1482), шериф Линкольншира в 1339—1340; жена: с ок. 1442 Элизабет Ньюмарш (ок. 1420 — ?), дочь Роберта Ньюмарша
              - Джоан Невилл (ок. 1443 — ?); муж: с ок. 1460 сэр Уильям Гаскойн (ок. 1439 — ок. 1464)

          - (от 1-го брака) Маргарет Невилл (ум. 1464/1465); 1-й муж: ранее 31 декабря 1413 Ричард Скруп (31 мая 1393 — 29 августа 1420), 3-й барон Сруп из Болтона с 1402; 2-й муж: Уильям Крессонер из Садбери
          - (от 1-го брака) Анастасия Невилл
          - (от 2-го брака) Джоан Невилл (ок. 1398 — ?), аббатиса в Баркинге
          - (от 2-го брака) Ричард Невилл (1400 — 30 декабря 1460), 5-й граф Солсбери (по праву жены) с 1428, канцлер Англии в 1454—1455; жена: ранее февраля 1421 Элис Монтегю (18 октября 1405 — ок. 1462), дочь Томаса Монтегю, 4-го графа Солсбери, и Элеоноры Холланд
            - Невиллы из Солсбери

          - (от 2-го брака) Кэтрин Невилл (ок. 1402/1403 — после 1483); 1-й муж: с 12 января 1412 Джон де Моубрей (1392 — 19 октября 1432), 3-й граф Норфолк и 3-й граф Ноттингем, 8-й барон Моубрей и 9-й барон Сегрейв, граф Маршал с 1405, 2-й герцог Норфолк с 1425 года; 2-й муж: ранее 27 января 1442 Томас Стренгвейс; 3-й муж: после 1442 Джон Бомонт (16 августа 1410 — 10 июля 1460), 6-й барон Бомонт с 1413, граф Булони (английский претендент) с 1436, 1-й виконт Бомонт с 1440, виконт Бомон-о-Мэн (английский претендент) с 1441, констебль Англии в 1445—1450, лорд главный камергер Англии с 1450
          - (от 2-го брака) Генри Невилл (ум. ребёнком)
          - (от 2-го брака) Томас Невилл (ок. 1403 — ум. ребёнком)
          - (от 2-го брака) Кутберт Невилл (ум. ребёнком)
          - (от 2-го брака) Элеанор Невилл (ок. 1407—1472); 1-й муж: после 23 мая 1412 сэр Ричард Ле Диспенсер (30 ноября 1396 — 7 октября 1414), 4-й барон Бургерш с 1409; 2-й муж: после октября 1414 Генри Перси (3 февраля 1393 — 22 мая 1455), 2-й граф Нортумберленд и 5-й барон Перси из Алника с 1416
          - (от 2-го брака) Роберт де Невилл (ок. 1408 — 8/9 июля 1457), епископ Солсбери в 1427—1438, епископ-палатин Дарема с 1438
          - (от 2-го брака) Уильям де Невилл (ум. 9 января 1463), барон Фоконберг с 1455, 1-й граф Кент с 1461, лорд-адмирал Англии с 1462; жена: ранее 28 апреля 1422 Джоан Фоконберг (18 октября 1406 — 11 декабря 1490), 6-я баронесса Фоконберг с 1455, дочь Томаса де Фоконберга, 5-го барона Фоконберга, и Джона Броунфлет из Лондесборо. Её вторым мужем был Джон Бервик.
            - Джоан Невилл (ок. 1435 — после 22 февраля 1472); муж: ранее 1463 Эдвард Бетум из Битэма (ум. 22 февраля 1472)
            - Джоан Невилл (ок. 1435 — до 1488); муж: ранее 1463 Ричард Стренгвейс (ум. 13 апреля 1488)
            - Элис Невилл (1437 — до 1490); муж: ранее 1463 Джон Коньерс (ум. 26 июля 1469)
            - (незак.) сэр Томас Фоконберг (казн. 22 сентября 1471), известен как «бастард Фоконберг»
            - (незак.) Уильям Фоконберг (ум. после 1482)

          - (от 2-го брака) Анна Невилл (ок. 1411 — 20 сентября 1480); 1-й муж: ранее 18 октября 1424 Хамфри Стаффорд (15 августа 1402 — 10 июля 1460), 7-й барон Стаффорд, 7-й барон Одли и 6-й граф Стаффорд с 1403, 1-й граф Бекингем с 1438, 1-й герцог Бекингем с 1444, граф Перш с 1431, лорд-верховный констебль Англии; 2-й муж: с 1467 (ранее 25 ноября) Уолтер Блаунт (ок. 1420 — 1 августа 1474), барон Маунтджой
          - (от 2-го брака) Джон Невилл (ум. ребёнком)
          - (от 2-го брака) Джордж Невилл (ок. 1414 — 30/31 декабря 1469), 1-й барон Латимер с 1432; жена: ранее 13 февраля 1437 Элизабет де Бошан (ок. 1417 — до 2 октября 1480), дочь Ричарда де Бошана, 13-го графа Уорика, и Элизабет де Беркли
            - ветвь баронов Латимер

          - (от 2-го брака) Сесилия Невилл «Гордая Цис» (3 мая 1415 — 31 мая 1495); муж: Ричард Плантагенет (21 сентября 1411 — 30 декабря 1460), 3-й герцог Йоркский и 2/4-й граф Кембридж с 1426, 6-й граф Марч, 9-й граф Ольстер, 8-й барон Мортимер из Вигмора с 1432
          - (от 2-го брака) Эдвард Невилл (ок. 1417 — 18 октября 1476), барон Бергавенни (по праву жены), 1-й барон Абергавенни с 1450; 1-я жена: ранее 18 октября 1424 Элизабет де Бошан (16 сентября 1415 — 18 июня 1448), баронесса Бергавенни де юре с 1422, дочь Ричарда Бошана, 1-го графа Вустера, и Изабеллы Ле Диспенсер; 2-я жена: с 1448 Кэтрин Говард (ум. 1478), дочь Роберта Говарда из Скоук Нейланда и Маргарет Моубрей
            - Невиллы из Абергавенни

        - (от 1-го брака) Идонея де Невилл
        - (от 1-го брака) Томас де Невилл (ум. 14 марта 1407), 5-й барон Фёрниволл с 1383, 1-й барон Невилл из Хэлимшира с 1383; 1-я жена: ранее 1 июля 1379 Джоан де Фёрниволл (ок. 1369 — до 1400), 5-я баронесса Фёрниволл с 1383, дочь Уильяма де Фёрниволла, 4-го барона Фёрниволла; 2-я жена: ранее 1 июля 1401 Анкарет Ле Стрейндж (ок. 1361 — 1 июня 1413), дочь Джона Ле Стрейндж, 4-го барона Стрейндж из Блекмера, и Мэри Фицалан, вдова Ричарда Толбота, 4-го барона Толбота
          - (от 1-го брака) Мод де Невилл (ок. 1392 — ок. 1423), 6-я баронесса Фурнивалл с 1407; муж: ранее 12 марта 1407 Джон Толбот (ок. 1390 — 20 июля 1453), 7-й барон Толбот и 10-й барон Стрейндж из Блэкмера с 1421 года, барон Фурнивалл (по праву жены) с 1421, лорд-лейтенант Ирландии в 1414—1419 годах, 1-й граф Шрусбери с 1442 года, 1-й граф Уотерфорд и лорд верховный стюарт Ирландии с 1446 года
          - (от 2-го брака) Джоан де Невилл

        - (от 2-го брака) Джон де Невилл (1382 — 10 декабря 1430), 6-й барон Латимер из Корби с 1395; жена: (развод до 1314) Матильда (Мод) де Клиффорд (ум. 26 августа 1446), дочь Томаса де Клиффорда, 6-го барона де Клиффорда, и Элизабет де Рос. Её вторым мужем ок. 1414 стал Ричард Конисбург (ок. сентября 1375 — 5 августа 1415), 3-й граф Кембридж с 1414
        - (от 2-го брака) Элизабет де Невилл; муж: сэр Томас де Уиллоуби (ум. 1417), шериф Линкольншира

      - Кэтрин де Невилл (ок. 1330 — до 1 сентября 1361); муж: с ок. 1344 Уильям Дакр (ок. 1319 — 18 июля 1361), 2-й барон Дакр из Джиллесленда
      - Евфемия де Невилл (ум. октябрь 1393); 1-й муж: с апреля 1343 Роберт де Клиффорд (ок. 1327/1328 — 1345), 4-й барон де Клиффорд; 2-й муж: с 1346 Реджинальд Люси (1324 — ?); 3-й муж: Уолтер Хеселартон (1326 — ?)
      - Ральф де Невилл (ок. 1332 — ок. 1380)
      - Роберт Невилл из Элдона (ок. 1337 — ?); жена: с ок. 1358 Клара Пинкней (ок. 1339 — ?)
      - Уильям де Невилл (ок. 1338 — ок. 1391)
      - Элеанор де Невилл (после 1340 — ?); муж: с 1360 Джефри Ле Скруп (ок. 1342—1362)
      - Маргарет де Невилл (12 февраля 1341 — 12 мая 1372); 1-й муж: с ок. 1341 Уильям де Рос (19 мая 1329 — до 3 декабря 1352), 3-й барон Рос из Хелмсли с 1343; 2-й муж: с 12 июля 1358 Генри Перси (10 ноября 1341 — 29 февраля 1408), 1-й граф Нортумберленд
      - Александр де Невилл (ок. 1341 — 16 мая 1392), архиепископ Дарема в 1369—1371, архиепископ Йорка в 1374—1388
      - Элизабет де Невилл (ок. 1343 — ?)
      - Изабелла де Невилл (ок. 1344 — ?); муж: Хьюго Фиц-Хьюго Фиц-Генри (ок. 1324 — ?)
      - Томас де Невилл (ок. 1355 — ?)
      - Элис де Невилл

    - (от 1-го брака) Евфемия де Невилл (ок. 1291 — ?)
    - (от 1-го брака) сэр Александр де Невилл (1292/1300 — 15 марта 1367)
    - (от 1-го брака) Джон де Невилл (до 1301 — 19 июля 1333)
    - (от 1-го брака) Мэри де Невилл (ок. 1301 — ?)
    - (от 1-го брака) Уильям де Невилл (ок. 1303 — ?)
    - (от 1-го брака) Маргарет де Невилл (ок. 1305 — ?)
    - (от 1-го брака) Томас де Невилл (ок. 1306 — до июня 1349)
    - (от 1-го брака) Эвелин де Невилл (ок. 1307 — ?); муж: Норвиль Нортон

  - Ральф де Невилл (ум. после 1321), монах
  - Роберт де Невилл (ум. после 1321), монах
  - Маргарет де Невилл
  - Джоан де Невилл
  - Анастасия де Невилл
  - Генри де Невилл
  - Рэндольф де Невилл
- (от 1-го брака) Джон де Невилл

#### Невиллы из Уэстморленда (генеалогия)
Джон Невилл (до 1387 — до 20 мая 1420), барон Невилл с 1397, хранитель Восточной Шотландской марки с 1414; жена: после 29 августа 1394 Элизабет Холланд (ум. 4 января 1423), дочь Томаса Холланда, 2-го графа Кента, и Элис Фицалан
- Ральф Невилл (17 сентября 1406 — 3 ноября 1484), 2-й граф Уэстморленд и 5-й барон Невил из Рэби с 1425; 1-я жена: с 20 июля 1426 Элизабет Перси (ум. 26 октября 1437), дочь сэра Генри Хотспура Перси и Элизабет де Мортимер, вдова Джона Клиффорда, 7-го барона де Клиффорда; 2-я жена: ранее февраля 1442 Маргарет де Кобэм (ум. между 20 ноября 1466 и 26 апреля 1471), 4-я баронесса Кобэм из Стерборо с 1446, дочь сэра Рейнольда де Кобэма и Томасины Чедеок
  - (от 1-го брака) сэр Джон Невилл (ум. до 16 марта 1451), лорд Невилл; жена: ранее 18 февраля 1441 Анна Холланд (до 1432 — 26 декабря 1486), дочь Джона Холланда, 2-го герцога Эксетера, и Анны Стаффорд. Её вторым мужем был Джон Невилл, 1-й барон Невилл (дядя 1-го мужа, см. ниже), третьим мужем — Джеймс Дуглас (после 1426 — после 22 мая 1491), 9-й граф Дуглас
  - (от 2-го брака) Маргарет Невилл (ум. ребёнком)[26]
- Джон Невилл (ок. 1410 — 29 марта 1461), 1-й барон Невилл с 1459; жена: с 1451/1454 Анна Холланд (до 1432 — 26 декабря 1486), дочь Джона Холланда, 2-го герцога Эксетера, и Анны Стаффорд, вдова его племянника Джона Невилла. Её третьим мужем был Джеймс Дуглас (после 1426 — после 22 мая 1491), 9-й граф Дуглас
  - Ральф Невилл (1456 — 6 февраля 1499), 2-й барон Невилл с 1472, 3-й граф Уэстморленд и 6-й барон Невилл из Рэби с 1484; жена: ранее 20 февраля 1473 Элизабет Бут, дочь сэра Роджера Бута и Кэтрин Хаттон
    - Ральф Невилл (ум. 1498), лорд Невилл с 1484; 1-я жена: Мэри Пэстон (19 января 1470 — 25 декабря 1489), дочь сэра Уильяма Пэстона и Анны Бофорт; 2-я жена: Эдит Сэндис (ум. 22 августа 1529), дочь сэра Уильяма Сэндиса и Маргарет Чине. Её вторым мужем был сэр Томас Дарси (ок. 1467 — 30 июня 1537), 1-й барон Дарси
      - (от 2-го брака) N де Невилл (ум. до 1498)
      - (от 2-го брака) Ральф Невилл (21 февраля 1498 — 24 апреля 1549), 4-й граф Уэстморленд, 7-й барон Невилл из Рэби и 3-й барон Невилл с 1499; жена: ранее июля 1520 Кэтрин Стаффорд (ок. 1499 — 14 мая 1555), дочь Эдварда Стаффорда, 3-го герцога Бекингема, и Элеанор Перси
        - Маргарет Невилл (ум. 13 октября 1559); муж: с 3 июля 1536 Генри Маннерс (ум. 17 сентября 1563), 2-й граф Ратленд и 13-й барон Рос из Хелмси с 1543
        - Дороти Невилл (ум. между 17 декабря 1545 и 27 июня 1547); муж: с 3 июля 1536 Джон де Вер (1516 — 3 августа 1562), 16-й граф Оксфорд с 1540
        - Мэри Невилл; муж: сэр Томас Дэнби
        - Элизабет Невилл; муж: ранее 1546 Томас Дакр (ок. 1526 — ок. 1566), 4-й барон Дакр из Гисланда с 1563
        - Элеанор Невилл; муж: Бриан Стэплтон (ум. 13 декабря 1606)
        - Анна Невилл; муж: с ок. 1553 Фальк Гревилл (ум. 1606), 4-й барон Уиллоуби де Брок с 1560
        - Генри Невилл (1524/1525 — 10 февраля 1564), 5-й граф Уэстморленд, 8-й барон Невилл из Рэби и 4-й барон Невилл с 1549; 1-я жена: с 3 июля 1536 Энн Маннерс (ум. после 27 июня 1549), дочь Томаса Маннерса, 1-го графа Ратленда, и Элеанор Пэстнон; 2-я жена: после 1549 Джейн Чолмли (ум. до декабря 1558), дочь сэра Роджера Чолмли и Кэтрин Констебль; 3-я жена: ранее 21 июня 1560 Маргарет Чолмли (ум. ок. марта 1570), дочь сэра Роджера Чолмли и Кэтрин Констебль, сестра 2-й жены, вдова сэра Генри Гаскойна (ум. 28 октября 1558)
          - (от 1-го брака) Ральф Невилл (после 1542 — до 1564)
          - (от 1-го брака) Чарльз Невилл (между 18 августа 1542 и 28 августа 1543 — 16 ноября 1601), 6-й граф Уэстморленд, 9-й барон Невилл из Рэби и 5-й барон Невилл в 1564—1571, в 1571 году все владения и титулы были конфискованы за участие в восстании против Елизаветы I; жена: с 1563/1564 Джейн Говард (ум. ок. июня 1593), дочь Генри Говарда, графа Суррея, и Фрэнсис де Вер
            - Маргарет Невилл; муж: Николас Падси
            - Кэтрин Невилл; муж: сэр Томас Грей
            - Анна Невилл; муж: Дэвид Инглби
            - Элеанор Невилл (ум. до 25 июня 1604)
            - N де Невилл (1569 — 21 апреля 1571), лорд Невилл

        - Кристофер Невилл; жена: Энн Фулторп, дочь Джона Фулторпа
        - Кутберт Невилл (ум. после 1569), лидер восстания 1569 года за восстановления католичества в Дареме

    - Анна Невилл; 1-й муж: Уильям Коньерс (21 декабря 1468—1524), 1-й барон Коньерс с 1509; 2-й муж: Энтони Солтмарш
- Томас Невилл  (ум. ок. 1459), владелец замка Брансепет[англ.] в Дареме; жена: Элизабет Бомонт, дочь сэра Генри Бомонта, 5-го барона Бомонта, и Элизабет Уиллоуби
  - Чарльз Невилл (казнён 29 сентября 1469)
  - сэр Хамфри Невилл (ок. 1439 — казн. 29 сентября 1469)
    - Артур Невилл (ум. ок. 1502)
      - Ральф Невилл
        - N Невилл
          - Ральф Невилл (ум. 1615)
            - Анна Невилл

      - Ланселот Невилл

#### Невиллы из Солсбери (генеалогия)
Ричард Невилл (1400 — 30 декабря 1460), 5-й граф Солсбери (по праву жены) с 1428, канцлер Англии в 1454—1455; жена: ранее февраля 1421 Элис Монтегю (18 октября 1405 — ок. 1462), дочь Томаса Монтегю, 4-го графа Солсбери, и Элеоноры Холланд
- Джоан Невилл (ок. 1423 — ок. 1462); муж: с после 17 августа 1438 Уильям Фицалан (23 ноября 1417—1487), 16-й граф Арундел с 1438, 6-й барон Мальтраверс
- Сесилия Невилл (ок. 1426 — 28 июля 1450); муж: с 1434 Генри де Бошан (21 марта 1425 — 11 июня 1446), 14-й граф Уорик с 1439, 1-й герцог Уорик с 1445
- Ричард Невилл Делатель королей (22 ноября 1428 — 14 апреля 1471), 16-й граф Уорик с 1449, 6-й граф Солсбери с 1460; жена: с 1434 Анна де Бошан (ок. сентября 1426 — ок. 20 сентября 1492), 15-я графиня Уорик, дочь Ричарда де Бошана, 13-го графа Уорика, и Изабеллы Ле Диспенсер
  - Изабелла Невилл (5 сентября 1451 — 22 декабря 1476); муж: Джордж Плантагенет (21 октября 1449 — 18 февраля 1478), 1-й герцог Кларенс с 1461, 1-й граф Уорик и 1-й граф Солсбери с 1472
  - Анна Невилл (11 июня 1456 — 16 марта 1485); 1-й муж: с 13 декабря 1470 Эдуард Вестминстерский (13 октября 1453 — 4 мая 1471), герцог Корнуольский с 1453, граф Честер с 1454, принц Уэльский с 1454; 2-й муж: с 12 июля 1472 Ричард III (2 октября 1452 — 22 августа 1485), король Англии с 1483, герцог Глостер с 1461
- сэр Томас Невилл (ок. 1430 — 30 декабря 1460)
- Элис Невилл (ок. 1430 — после 22 ноября 1503); муж: Генри Фицхьюго (1429/1435 — 8 июня 1432), 5-й барон Фицхьюго из Рэвенсуорта с 1452
- Джон Невилл (ок. 1431 — 13 апреля 1471), 1-й барон Невилл из Монтегю с 1460, граф Нортумберленд 1464—1470, 1-й маркиз Монтегю с 1471; жена: Изабелла Ингольдесторп (ум. 20 мая 1476), дочь сэра Эдмунда Ингольдесторпа и Джоанны Типторф
  - Джордж Невилл (ок. 1460/1461 — 4 мая 1483), 2-й маркиз Монтегю и 2-й барон Монтегю в 1471—1478, 1-й герцог Бедфорд в 1470—1478
  - Анна Невилл (до 1464 — до 1486); муж: сэр Уильям Стонор (1449—1494), шериф Оксфордшира, Дорсета и Беркшира
  - Джон Невилл
  - Элизабет Невилл (ок. 1464 — сентябрь 1517); 1-й муж: ранее 1477 сэр Томас Ле Скруп (ок. 1459 — 23 апреля 1493), 6-й барон Скруп из Мэсема; 2-й муж: ок. октября 1494 сэр Генри Уэнтворт (ок. 1448—1499/1501)
  - Маргарет Невилл (ок. 1466 — 31 января 1528); 1-й муж: Томас Хорн; 2-й муж: с 1492 сэр Джон Мортимер (ум. 1504); 3-й муж: с 1504/1507 (аннулирован в 1507, подтверждено в 1528) Чарльз Брендон (ок. 1484 — 22 августа 1545), 1-й виконт Лайл с 1513, 1-й герцог Саффолк с 1514; 4-й муж: Роберт Даунс
  - Люси Невилл (ок. 1468 — ок. 1534); 1-й муж: ранее 1505 сэр Томас Фицуильям из Алдварка; 2-й муж; сэр Энтони Браун (29 июня 1443 — 19 ноября 1506)
  - Изабелла Невилл (ок. 1470 — ?); 1-й муж: сэр Уильям Хаддлстон из Миллома ; 2-й муж: сэр Уильям Смит из Элфорда; 3-й муж: Ранульф Дакр из Карлайла
- Джордж Невилл (ок. 1433 — 8 июня 1476), епископ Эксетера в 1458—1465, архиепископ Йоркский с 1465, канцлер Англии в 1460—1467 и 1470—1471
- Кэтрин Невилл (ок. 1435—1503/1504); 1-й муж: ранее 1458 Уильям Бонвилл (ок. 1442 — 30 декабря 1460), 6-й барон Харингтон; 2-й муж: с 6 февраля 1461 Уильям Гастингс (ок. 1440 — 20 июня 1483), 1-й барон Гастингс из Эшби де ла Зуш
- Элеанор Невилл (ок. 1438 — до 1482); муж: с после 10 мая 1457 Томас Стэнли (1435 — 29 июля 1504), 2-й барон Стэнли и король острова Мэн с 1459, 1-й граф Дерби с 1485
- Ральф Невилл (ок. 1440 — ?)
- Маргарет Невилл (ок. 1444 — после 20 ноября 1506); муж: с после 1459 Джон де Вер (8 сентября 1442 — 10 марта 1513), 13-й граф Оксфорд с 1462
- Роберт Невилл (1446 — ?)

#### Ветвь баронов Латимер (генеалогия)
Джордж Невилл (ок. 1414 — 30/31 декабря 1469), 1-й барон Латимер с 1432; жена: ранее 13 февраля 1437 Элизабет де Бошан (ок. 1417 — до 2 октября 1480), дочь Ричарда де Бошана, 13-го графа Уорика, и Элизабет де Беркли
- сэр Генри Невилл (ум. 26 июля 1469); жена: Джоан Буршье (ум. 7 октября 1470), дочь Джона Буршье, 1-го барона Бернерса, и Марджери Бернерс
  - Ричард Невилл (1468 — 12/28 декабря 1530), 2-й барон Латимер с 1469; 1-я жена: с ок. 1490 Анна Стаффорд, дочь сэра Хамфри Стаффорда из Графтона; 2-я жена: с 5 июля 1522 Маргарет, вдова Джеймса Стренгвика
    - (от 1-го брака) Джон Невилл (17 ноября 1493 — 2 марта 1543), 3-й барон Латимер с 1530; 1-я жена: ранее 1520 Доротея де Вер (ум. 17 февраля 1527), дочь сэра Джорджа де Вера и Маргарет Стаффорд; 2-я жена: с 20 июля 1526 Элизабет Масгрейв, дочь сэра Эдварда Масгрейва и Джоан Уард; 3-я жена: с 1533 Екатерина Парр (август/ноябрь 1512 — 5 сентября 1548), дочь сэра Томас Парра и Мод Грин, вдова сэра Эдварда Бурга (ум. до апреля 1533). Третьим мужем Екатерины стал король Англии Генрих VIII (28 июня 1491 — 28 января 1547), Екатерина была его шестой женой. Четвёртым мужем Екатерины был Томас Сеймур (ок. 1508—1549), 1-й барон Сеймур из Садли
      - (от 1-го брака) Джон Невилл (ок. 1520 — 22 апреля 1577), 4-й барон Латимер с 1543; жена: с ок. 1545 Люси Сомерсет (ум. 23 февраля 1583), дочь Генри Сомерсета, 2-го графа Вустера, и Элизабет Браун
        - Кэтрин Невилл (ум. 28 октября 1596); 1-й муж: ранее 25 января 1562 Генри Перси (ум. 21 июня 1585), 2/8-й граф Нортумберленд и 2/11-й барон Перси с 1572; 2-й муж: Фрэнсис Фиттон (ум. 17 июня 1608)
        - Люси Невилл (ум. 30 апреля 1608); муж: сэр Уильям Корнуоллис
        - Элизабет Невилл (ок. 1545 — 21 июня 1630); 1-й муж: сэр Джон Данверс (ум. 10 декабря 1594); 2-й муж: сэр Эдмунд Грей (1558 — 12 сентября 1637)
        - Дороти Невилл (ок. 1546 — 23 марта 1608); муж: с 27 ноября 1564 Томас Сесил (5 марта 1542 — 8 февраля 1623), 2-й барон Баргли с 1598, 1-й граф Эксетер с 1605

      - (от 1-го брака) Маргарет Невилл (до 1526 — после 1542)

    - (от 1-го брака) Маргарет Невилл (9 марта 1494 — ?); муж: Эдвард Уиллоуби (1484/1487 — 1517)
    - (от 1-го брака) Дороти Невилл (29 марта 1496 — ?); муж: сэр Джон Доне (ум. 2 марта 1553), шериф Йоркшира в 1544
    - (от 1-го брака) Уильям Невилл (15 июля 1497 — ?); жена: Элизабет Гревиль, дочь сэра Жиля Гревиля
      - Ричард Невилл (ум. 27 мая 1590); жена: Барбара Арден, дочь Томаса Ардена
        - Эдмунд Невилл (до 1555 — между 3 февраля 1630 и 23 февраля 1636), претендовал на титул графа Уэстморленда[27]

    - (от 1-го брака) Элизабет Невилл (28 апреля 1500 — ?); муж: сэр Кристофер Дэнби
    - (от 1-го брака) Сюзанна Невилл (28 апреля 1501 — ?); муж: Ричард Нортон, шериф Йоркшира ок. 1568
    - (от 1-го брака) Томас Невилл (24 декабря 1502 — 28 октября 1544); жена: Мария Теай, дочь сэра Ричарда Теая
    - (от 1-го брака) Мармадюк Невилл (1506 — 28 мая 1545)

  - Томас Невилл (ум. после 1540)
  - Джоан Невилл; муж: сэр Джеймс Рэтклиф
- Томас Невилл
- Кэтрин Невилл; 1-й муж: Оливер Саттон (ум. 1469); 2-й муж: Джеймс Рэтклиф
- Джоан Невилл

#### Невиллы из Абергавенни (генеалогия)
Эдуард Невилл (ок. 1417 — 18 октября 1476), барон Бергавенни (по праву жены), 1-й барон Абергавенни с 1450; 1-я жена: ранее 18 октября 1424 Элизабет де Бошан (16 сентября 1415 — 18 июня 1448), баронесса Бергавенни де юре с 1422, дочь Ричарда Бошана, 1-го графа Вустера, и Изабеллы Ле Диспенсер; 2-я жена: с 1448 Кэтрин Говард (ум. 1478), дочь Роберта Говарда из Скоук Нейланда и Маргарет Моубрей
- (от 1-го брака) Элис Невилл; муж: с 4 февраля 1460 сэр Томас Грей
- (от 1-го брака) Ричард Невилл (до 1439 — до 1476)
- (от 1-го брака) Джордж Невилл (ок. 1440 — 20 сентября 1492), 2/4-й барон Абергавенни с 1476; 1-я жена: ранее 1469 Маргарет Фенн (ум. 28 сентября 1485), дочь сэра Хью Фенна; 2-я жена: после 1485 Элизабет (ум. 1500), вдова Ричарда Нейлора (ум. ок. июля 1483), сэра Джона Бассета (ум. 1484) и Джона Стоккера (ум. ок. сентября 1485)
  - (от 1-го брака) Джордж Невилл (ок. 1469 — ок. 1535), 3/5-й барон Абергавенни с 1492, член Тайного совета с 1516, лорд-хранитель Пяти портов в 1513, главный Кладовщик во время коронаций Генриха VIII (1509) и Анны Болейн (1533); 1-я жена: ранее 1494 Джоан Фицалан, дочь Томаса Фицалана, 17-го графа Арундела, и Маргарет Вудвилл; 2-я жена: ранее 21 декабря 1495 Маргарет Брент (ум. после 3 августа 1516), дочь Уильяма Брента и Анны Росмодерерс; 3-я жена: с ок. июня 1519 Мэри Стаффорд (ок. 1495 — после 17 декабря 1545), дочь Эдварда Стаффорда, 3-го герцога Бекингема, и Элеанор Перси
    - (от 1-го брака) Элизабет Невилл (до 1495 — ?); муж: ранее 16 июля 1517 Генри Добене (декабрь 1493 — 12 апреля 1548), 2-й барон Добене с 1508, 1-й граф Бриджуотер с 1538
    - (от 3-го брака) Джон Невилл (ум. ребёнком)
    - (от 3-го брака) Кэтрин Невилл; муж: с ок. 1540 Джон Сент-Леджер (ок. 1520 — 8 октября 1596)
    - (от 3-го брака) Маргарет Невилл; муж: Джон Чейни
    - (от 3-го брака) Дороти Невилл (после 1520 — 22 сентября 1559); муж: сэр Уильям Брук (1 ноября 1527 — 6 марта 1597), 10-й барон Кобэм из Кента с 1558
    - (от 3-го брака) Томас Невилл
    - (от 3-го брака) Джоан Невилл; муж: сэр Генри Поул (ум. до 1550)
    - (от 3-го брака) Урсула Невилл (после 1522—1575); муж: сэр Варэм Сент-Леджер
    - (от 3-го брака) Мэри Невилл (после 1523 — ок. 1576); 1-й муж: N Вуттон; 2-й муж: сэр Фрэнсис Тёрсби; 3-й муж: с 1536 Томас Фиенн (ок. 1516 — 29 июня 1541), 9-й барон Дакр с 1533
    - (от 3-го брака) Генри Невилл (1527/1535 — 10 февраля 1587), 4/6-й барон Абергавенни с ок. 1535; 1-я жена: ранее 31 января 1556 Фрэнсис Мэннерс (ум. ок. сентября 1576), дочь Томаса Маннерса, 1-го графа Ратленда, и Элеанор Пэстнон; 2-я жена: Элизабет Даррелл (ум. после февраля 1602), дочь Стефана Даррелла и Филиппы Уэлдон. Её вторым мужем был Уиэльям Сэлдон (ум. 27 февраля 1618), 1-й баронет Сэлдон
      - (от 1-го брака) Мэри Невилл (25 марта 1554 — 28 июня 1626), 3-я баронесса Ле Диспенсер с 1604; муж: с 12 декабря 1574 сэр Томас Фэйн (ум. 13 марта 1589)

  - (от 1-го брака) сэр Эдвард Невилл (1471 — 8 декабря 1538); жена: ранее 6 апреля 1529 Элеанор Виндзор (1479 — 25 марта 1531), дочь Эндрю Виндзора, 1-го барона Виндзора, и Элизабет Блаунт, вдова Ральфа Ле Скрупа, 9-го барона Скрупа из Мэсема
    - Эдвард Невилл (ум. 10 февраля 1589), 5/7-й барон Абергавенни с 1587; 1-я жена: ранее 1550 Кэтрин Броум, дочь сэра Джона Броума и Маргарет Роус; 2-я жена: с ок. марта 1589 Гризольда Хьюс (ум. 15 июня 1613), дочь Томаса Хьюса и Элизабет Дунн. Её вторым мужем был Фрэнсис Клиффорд (1559 — 21 января 1641), 4-й граф Камберленд
      - (от 1-го брака) Эдвард Невилл (ок. 1550 — 1 декабря 1622), 6/8-й барон Абергавенни с 1589, член Палаты общин от Виндзора в 1588—1589 и 1593; жена: ранее 1680 Рахель Леннард (ок. октября 1616), дочь Джона Леннарда и Элизабет Гартман
        - Генри Невилл (до 1580 — ок. декабря 1641), 7/9-й барон Абергавенни с 1622; 1-я жена: ранее 1601 Мэри Сэквил, дочь Томаса Сэквилла, 1-го графа Дорсета, и Сисели Бейкер; 2-я жена: ранее 1616 Кэтрин Во (до 1592 — ок. июля 1649), дочь Джорджа Во и Элизабет Ропер
          - (от 1-го брака) сэр Томас Невилл (ум. ок. мая 1628); жена: Фрэнсис Мордаунт, дочь Генри Мордаунта, 4-го барона Мордаунта. Её вторым мужем был сэр Бэзил Брук (1576—1646)
            - Маргарет Невилл
            - Чарльз Невилл (ум. 1637)
            - Генри Невилл (ум. 1639)

          - (от 1-го брака) Анна Невилл, аббатиса в Понтуазе
          - (от 1-го брака) Элизабет Невилл, аббатиса в Понтуазе
          - (от 1-го брака) Мэри Невилл
          - (от 1-го брака) Сисели Невилл (ок. 1604 — после 1652); муж: с 12 июля 1617 Фицуильям (Томас) Конигсби (ок. 1589 — до 23 августа 1666), член палаты общин от Херефордшира в 1621 и 1640—1641, главный стюарт Леоминстера в 1605, главный шериф Херефордшира в 1627
          - (от 2-го брака) Джон Невилл (ок. 1614 — 23 октября 1662), 8/10-й барон Абергавенни с 1641; жена: Элизабет Чамберлейн (ум. 1669/1693), дочь Джона Чамберлейна и Кэтрин Плоуден
          - (от 2-го брака) Джордж Невилл (после 1614 — 2 июня 1666), 9/11-й барон Абергавенни с 1662; жена: Мэри Гиффорд (ум. 10/13 ноября 1669), дочь Томаса Гиффорда и Анны Бруксби
            - Бриджет (Мэри) Невилл; муж: сэр Джон Шелли, 3-й баронет Шелли
            - Джордж Невилл (21 апреля 1665 — 26 марта 1695), 10/12-й барон Абергавенни с 1666; жена: Гонора Белэзис (ум. 1 января 1707), дочь Джона Белэзиса, 1-го барона Белэзиса из Уорлаби, и Анны Паулет

          - (от 2-го брака) Фрэнсис Невилл
          - (от 2-го брака) Кэтрин Невилл; 1-й муж: сэр Роберт Говард; 2-й муж: Роберт Берри
          - (от 2-го брака) Элизабет Невилл (ок. 1641 — ?); муж: с 1641 Томас Стонор (1626—1683)

        - сэр Кристофер Невилл из Ньютон-Сент-Лу (ум. 1649)
          - Ричард Невилл из Ньютон-Сент-Лу (ум. ок. 1643); жена: София Кэрью, дочь сэра Джорджа Кэрью
            - Джордж Невилл из Шеффилда (ум. 1665); жена: Мэри Уайтлок, дочь сэра Балстроуда Уайтлока
              - Джордж Невилл (ок. 1659 — 11 марта 1721), 11/13-й барон Абергавенни с 1695; жена: с 22 октября 1698 (развод 8 января 1712) Анна Уолкер (ум. 26 июня 1748), дочь Ниемии Уоллера. Её вторым мужем был генерал-лейтенант Джон Уэст (4 апреля 1693 — 16 марта 1766), 1-й граф де Ла Варр и 1-й виконт Кантелуп с 1761
                - Генри Невилл (до 1702 — ок. 1710)
                - Джордж Невилл (16 мая 1702 — 15 ноября 1723), 12/14-й барон Абергавенни с 1721; жена: с 21 февраля 1723 Элизабет Торникрофт (ок. 1693 — 4 марта 1778), дочь полковника Эдварда Торникрофта и Мэри Делон. Её вторым мужем был Олдред Пинк (ум. ок. декабря 1755)
                  - дочь (20 ноября 1723 — 1 декабря 1723)
                  - дочь (20 ноября 1723 — 1 декабря 1723)

                - Джейн Невилл (8 марта 1703 — 17 марта 1786); муж: Джон Абель Уолкер
                - Эдвард Невилл (ок. 1705 — 9 октября 1724), 13/15-й барон Абергавенни с 1723; жена: с 6 мая 1724 Кэтрин Тэттон (ум. 4 декабря 1729), дочь генерала-лейтенанта Уильяма Тэттона. Её вторым мужем стал двоюродный брат первого мужа — Уильям Невилл, 14-й барон Абергавенни (см. ниже)
                - Энн Невилл (ок. 1715 — март 1737)

              - Эдвард Невилл (ум. 12 сентября 1701), капитан в королевской эскадре; жена: Ханна Торп, дочь Жервуаза Торпа
                - Уильям Невилл (ум. 21 сентября 1744), 14/16-й барон Абергавенни с 1724; 1-я жена: с 20 мая 1725, Кэтрин Тэттон (ум. 4 декабря 1729), дочь генерала-лейтенанта Уильяма Тэттона, вдова его двоюродного брата Эдварда Невилла, 13-го барона Абергавенни; 2-я жена: с 20 мая 1732 Ребекка Херберт (ум. 20 октября 1758), дочь Томаса Херберта, 8-го графа Пембрука, и Маргаерт Сойер
                  - (от 1-го брака) Джордж Невилл (24 июня 1727 — 9 сентября 1785), 15/17-й барон Абергавенни с 1744, 1-й граф Абергавенни и 1-й виконт Невилл с 1784; жена: с 5 февраля 1753 Генриетта Пелэм (1 августа 1730 — 31 августа 1768), дочь Томаса Пелэма и Аннеты Бриджес
                    - Генри Невилл (22 февраля 1755 — 27 марта 1843), 2-й граф Абергавенни, 2-й виконт Невилл и 16/18-й барон Абергавенни с 1785; жена: с 3 октября 1781 Мэри Робинсон (ок. 1760 — 26 октября 1796), дочь Джона Робинсона и Элизабет Смит
                      - Мэри Кэтрин Невилл (27 февраля 1783 — 11 июля 1807); муж: с 2 января 1802 Томас Майерс (1764 — ?)
                      - Генри Джордж Невилл (22 мая 1785 — 8 апреля 1806), виконт Невилл с 1785
                      - Ральф Невилл (21 декабря 1786 — 20 мая 1826), виконт Невилл с 1806, капитан Королевской эскадры с 1811; жена: с 2 февраля 1813 Мэри Энн Элкок (ок. 1796 — 6 июня 1828), дочь Брюса Элкока
                      - Генриетта Невилл (14 июля 1788 — 28 июля 1827)
                      - Джон Невилл (25 декабря 1789 — 12 апреля 1845), 3-й граф Абергавенни, 3-й виконт Невилл и 17/19-й барон Абергавенни с 1843
                      - Уильям Невилл (28 июня 1792 — 17 августа 1868), 4-й граф Абергавенни, 4-й виконт Невилл и 18/20-й барон Абергавенни с 1845; жена: с 7 сентября 1824 Кэролайн Лик (ум. 19 мая 1873), дочь Ральфа Лика и Гонории Фрэнсис Эрве Тёрсби
                        - Уильям Невилл (16 сентября 1826 — 12 декабря 1915), 5-й граф Абергавенни, 5-й виконт Невилл и 19/21-й барон Абергавенни с 1868, 1-й маркиз Абергавенни и 1-й граф Льюис с 1876, лорд-лейтенант Суссекса в 1892—1905, мировой судья в Кенте и Монмуте; жена: с 2 мая 1848 Кэролайн Ванден-Бемпд-Джонстон (апрель 1826 — 23 сентября 1892), дочь сэра Джона Ванден-Бемпд-Джонстон, 2-го баронета Ванден-Бемпд-Джонстона, и Луизы Августы Венеблес-Вернон-Аркур
                          - Сисели Луиза Невилл (10 сентября 1851 — 1 мая 1932); муж: с 16 апреля 1872 Чальз Готорн Готорн-Харди (11 мая 1841 — 17 Февраля 1919), полковник гренадерской гвардии
                          - Реджинальд Уильям Брэнсби Невилл (4 марта 1853 — 13 октября 1927), граф Льюис в 1876—1915, 2-й маркиз Абергавенни, 2-й граф Льюис, 6-й граф Абергавенни, 6-й виконт Невилл и 20/22-й барон Абергавенни с 1915, лейтенант
                          - Генри Гилберт Ральф Невилл (2 сентября 1854 — 10 января 1938), 3-й маркиз Абергавенни, 3-й граф Льюис, 7-й граф Абергавенни, 7-й виконт Невилл и 21/23-й барон Абергавенни с 1927, лейтенант-полковник; 1-я жена: с 12 сентября 1876 Вайолет Стритфилд (ум. 25 декабря 1880), дочь лейтенанта-полковника Генри Дорриена Стритфилда и Мэрион Генриетты Смит; 2-я жена: с 20 октября 1886 Мод Августа Бекет-Денисон (12 июня 1864 — 15 июля 1927), дочь Уильяма Бекет-Денисон и Хелен Данкомб; 3-я жена: с 18 октября 1928 Мэри Фрэнсис Невилл (5 апреля 1869 — 31 октября 1954), дочь Ральфа Пелэма Невилла и Луиза Марианна Маклин
                            - (от 1-го брака) Джоан Мэрион Невилл (16 июля 1877 — 4 июля 1952); муж: с 2 июня 1898 сэр Джон Чарльз Прэтт (9 февраля 1872 — 15 декабря 1943), 4-й маркиз Кэмден, 5-й граф Кэмден, 4-й граф Брекнок, 5-й виконт Бейхэм и 5-й барон Кэмден с 1872
                            - (от 1-го брака) Гилберт Реджинальд Невилл (6 апреля 1879 — 11 мая 1891)
                            - (от 1-го брака) Джеффри Невилл (6 апреля 1879 — 14 апреля 1879)
                            - (от 2-го брака) Маргарита Хелен Невилл (30 сентября 1887 — 7 июня 1975); муж: с 11 февраля 1907 сэр Альберт Эдвард Делавел Эстли (24 ноября 1882 — 18 января 1956), 21-й барон Гастингс и 11-й баронет Эстли с 1904

                          - Джордж Монтегю Невилл (23 сентября 1856 — 10 августа 1920), мировой судья в Суссексе; жена: с 19 октября 1882 Флоренс Мэри Сонес (ум. 19 декабря 1929), дочь Темпля Сонеса и Элис Уомерсли
                            - Гай Темпл Монтегю Ларнак-Невилл (15 июля 1883 — 30 марта 1954), 4-й маркиз Абергавенни, 4-й граф Льюис, 8-й граф Абергавенни и 8-й виконт Невилл с 1938, майор; жена: с 30 октября 1909 Изабель Нелли Ларнак (ум. 5 ноября 1953), дочь Джеймса Уолкера Ларнака и Изабель Летиции Феодосии Бойл
                              - Анджела Изабель Летиция Ларнак-Невилл (3 августа 1910 — 26 мая 1980); 1-й муж: с 20 октября 1930 (развод 1933) сэр Марк Вейн Милбэнк (11 января 1907—1984), 4-й баронет Милбэнк; 2-й муж: с 3 октября 1933 Джон Дигби Томас Пепис (14 июня 1907 — 12 мая 1968), граф Льюис в 1938—1954, 7-й граф Коттерхэм, 7-й виконт Кроухёрст, 7-й барон Коттерхэм и 9-й и 10-й баронет Пепис с 1943
                              - Джон Генри Гай Невилл (8 ноября 1914 — 23 февраля 2000), 5-й маркиз Абергавенни, 5-й граф Льюис, 9-й граф Абергавенни и 9-й виконт Невилл с 1954, директор холдинга «Массей-Фергюссон» в 1955—1985, директор Ллойдс банк с 1962—1985, рыцарь ордена Подвязки с 1974, канцлер ордена Подвязки в 1977—1994, рыцарь ордена госпитальеров с 1974; жена: с 4 января 1938 Мэри Патрисия Харрисон (20 октября 1915 — 22 февраля 2005), дочь полковника Джона Фенвика Харрисона и Маргарет Олив Эдит Леви-Лоусон
                                - Энн Патрисия Невилл (род. 25 октября 1938); муж: с 16 июля 1971 Мартин Фрэнк Уайтли (ум. 17 марта 1984), капитан
                                - Вивьен Маргарет Невилл (род. 15 февраля 1941); муж: с 12 июля 1962 Алан Лиллингстон
                                - Джейн Элизабет Невилл (7 апреля 1944 — 16 октября 1946)
                                - Генри Джон Монтегю Невилл (2 февраля 1948 — 2 апреля 1965), граф Льюис с 1954
                                - Роуз Невилл (род. 15 июля 1950); муж: с 8 марта 1990 Джордж Марк Сомерсет Клоус

                              - Руперт Чарльз Монтегю Невилл (29 января 1923 — 19 июля 1982), капитан лейб-гвардии, рыцарь ордена госпитальеров с 1972, главный шериф Суссекса в 1952, мировой судья Восточного Суссекса в 1953, заместитель председателя совета Восточного Суссекса по военным делам в 1960, председатель Британской олимпийской ассоциации в 1966—1977, казначей герцога Эдинбургского с 1970, вице-президент «Sun Life Assurance Society» с 1971, президент британской ассоциации конкура в 1973—1976, личный секретарь герцога Эдинбургского с 1976, коммандер Королевского Викторианского ордена с 1978; жена: с 22 апреля 1944 Энн Камилла Эвелин Уоллоп (род. 1925), дочь Джерарда Вернона Уоллопа, 9-го графа Портсмута, и Мэри Лоуренс Пост
                                - Гай Руперт Джерард Невилл (29 марта 1945 — 5 февраля 1993)
                                - Анджела Изабель Мэри Невилл (род. 2 января 1948)
                                - Кристофер Джордж Чарльз Невилл (род. 23 апреля 1955), 6-й маркиз Абергавенни, 6-й граф Льюис, 10-й граф Абергавенни и 10-й виконт Невилл с 2000, заместитель председателя совета Восточного Суссекса по военным делам с 2011; жена: с 1965 Венетия Мейнард, дочь Фредерика Джерарда Мейнарда
                                  - Джордж Руперт Джерард Невилл (27 июня 1990 — 15 сентября 1990)
                                  - София Элис Августа Невилл (род. 27 июня 1990)

                                - Генриетта Эмили Шарлотта Невилл (род. 21 июня 1964); муж: с 1991 Тимоти Джон Джеральд Стивен Пёрбрик, майор 17/21-го уланского полка

                            - Руперт Уильям Невилл (4 сентября 1884 — 3 декабря 1918), капитан 15-го батальона стрелковой бригады
                            - Мэрджори Невилл (11 октября 1886 — 8 марта 1945); муж: с 10 июня 1905 Перси Ллевелин Невилл (11 мая 1877 — 24 апреля 1927)

                          - Элис Мод Невилл (август 1858 — 19 февраля 1898); муж: с 30 сентября 1884 Генри Куртене Морлэнд (21 марта 1855 — 30 июня 1934), полковник 9-го уланского полка, мировой судья
                          - Уильям Бошан Невилл (23 мая 1860 — 12 мая 1939), лейтенант 3-го батальона Королевского западнокентского полка, адъютант лорда-лейтенанта Ирландии; жена: с 12 февраля 1889 Луиза Мария Кармен дель Кампо Мелло (ум. 3 ноября 1951), дочь дона Хосэ Мурьетты дель Кампо Мелло и Уррутио, маркиза де Сантурс
                          - Ричард Плантагенет Невилл (13 января 1862 — 1 декабря 1939), личный секретарь лорда-председателя совета в 1885—1892, личный секретарь и адъютант губернатора Виктории 1895—1901, личный секретарь и адъютант губернатора Южной Австралии в 1901—1902, личный секретарь и адъютант генерал-губернатора Австралии в 1902—1905, камергер генерал-губернатора Австралии в 1908—1914, инспектор генерал-губернатора Канады в 1914—1921
                          - Идина Мэри Невилл (5 мая 1865 — 21 февраля 1951); муж: с 28 февраля 1889 Томас Олнутт Брэсси (7 марта 1863 — 12 ноября 1919), 2-й граф Брэсси, 2-й виконт Хайт и 2-й барон Брэсси из Балкели с 1918
                          - Роуз Невилл (7 декабря 1866 — 2 мая 1913); 1-й муж: с 14 июня 1887 (развод 1899) Джон Бландел Лей (13 декабря 1858 — 27 июля 1931); 2-й муж: с 29 ноября 1899 Кенелм Чарльз Эдвард Пепис (18 мая 1874 — 22 апреля 1919), 4-й граф Коттерхэм, 4-й барон Коттерхэм, 4-й виконт Кроухёрст и 6-й и 7-й баронет Пепис с 1881
                          - Вайолет Невилл (7 декабря 1866 — 28 марта 1910); 1-й муж: с 17 декабря 1889 (развод 2 февраля 1897) Генри Артур Морнингтон Уэлсли (14 января 1866 — 15 января 1919), 3-й граф Коули, 3-й виконт Данган и 4-й барон Коули из Уэлсли с 1895; 2-й муж: с 19 августа 1898 Роберт Эдвард Мидлтон (ум. 12 августа 1949), полковник

                        - Кэролайн Эмили Невилл (31 мая 1829 — 23 февраля 1887)
                        - Генриетта Августа Невилл (18 июня 1830 — 25 января 1912); муж: с 19 июля 1855 Томас Эдвард Ллойд-Мостин (23 января 1830 — 8 мая 1861), член палаты общин от Флинта в 1854
                        - Изабель Мэри Френсис Невилл (6 сентября 1831 — 18 декабря 1915); муж: с 23 февраля 1854 Эдвард Веси Блай (28 февраля 1829 — 22 апреля 1908), викарий в Бирлинге (Кент), мировой судья
                        - Ральф Пелэм Невилл (28 ноября 1832 — 17 августа 1914), главный шериф Кента в 1896, заместитель председателя совета Кента по военным делам, мировой судья; жена: с 12 июля 1860 Луиза Марианна Маклин (ум. 6 июля 1919), дочь Чарльза Фицроя Маклина, 9-го баронета Маклина, и Эмили Элеанор Мэршем
                          - Констанция Эмилия Невилл (12 декабря 1863 — 4 января 1943)
                          - Изабелла Луиза Невилл (29 декабря 1864 — 21 декабря 1963); муж: с 15 октября 1890 Энгус Говард Реджинальд Огилви (12 августа 1860 — 4 июля 1906), майор 13-го гусарского полка
                          - Ральф Уильям Плантагенет Невилл (12 апреля 1865 — 18 июля 1902), лейтенант 13-го гусарского полка
                          - Мэри Фрэнсис Невилл (5 апреля 1869 — 31 октября 1954); 1-й муж: с 8 июля 1891 Генри Чарльз Хардинг (1 августа 1857 — 30 апреля 1924), 3-й виконт Хардинг из Лахора и Кингс Ньютона с 1894, полковник 6-го батальона стрелковой бригады, мировой судья Кента; 2-й муж: с 18 октября 1858 Генри Гилберт Ральф Невилл (2 сентября 1854 — 10 января 1938), 3-й маркиз Абергавенни, 3-й граф Льюис, 7-й граф Абергавенни, 7-й виконт Невилл и 21-й барон Абергавенни с 1927
                          - Сисели Августа Невилл (6 марта 1872 — 14 октября 1958); муж: с 14 января 1902 Филипп Уиндхэм Кобболд (ум. 28 декабря 1945)
                          - Элеанор Джорджиана Невилл (ок. 1873 — 12 ноября 1966); муж: с 15 июня 1901 Роуланд Фрэнсис Мейрик (10 сентября 1867 — 18 марта 1953)
                          - Перси Ллевелин Невилл (11 мая 1877 — 24 апреля 1927); жена: с 10 июня 1905 Мэрджори Невилл (11 октября 1886 — 8 марта 1945), дочь лорда Джорджа Монтегю Невилла и Флоренс Мэри Сонес
                            - Джоан Хелен Невилл (26 апреля 1906 — 18 марта 1998); 1-й муж: с 14 февраля 1935 Чарльз Остин Филд-Мэршем (3 ноября 1910 — ок. января 1941), лейтенант; 2-й муж: с 2 октября 1950 Роберт Эдвард Филд-Мэршем (3 августа 1905 — 23 ноября 1996), майор
                            - Сильвия Элеанор Невилл (6 октября 1907 — 20 мая 1981)
                            - Руби Луиза Невилл (13 июля 1909 — 1 ноября 1962); муж: с 3 ноября 1932 (развод 1939) Кеннет Лесли Уркуарт (ум. 18 марта 1974)
                            - Розмари Невилл (8 февраля 1912 — 11 марта 1979); муж: с 17 ноября 1945 Джон Уэстон Брук (26 сентября 1911 — 19 июля 1983), 3-й баронет Брук с 1942, майор
                            - Сисели Роуз Невилл (23 июня 1915 — ок. 23 сентября 2009); муж: с 29 апреля 1947 Петер Ричард Николс (ум. 25 октября 1990)
                            - Майкл Джордж Ральф Невилл (19 июня 1917 — 28 апреля 1943), лейтенант шотландской гвардии; жена: с 27 июля 1940 Морин Эта Дэвид Родес, дочь майора Артура Тэху Гравенора Родеса и Хелен Сисели Оливии Планкет. Её вторым мужем был Джон Валентайн Бальфур (29 августа 1921 — 8 февраля 2001)
                              - Дэвид Майкл Ральф Невилл (род. 20 июня 1941); жена: с 16 марта 1972 Кэтрин Мэри Вестенра, дочь Россмора Деррика Вестенра
                                - Гай Майкл Россмор Невилл (род. 12 ноября 1973); жена: Джемима Джеймс, дочь Роланда Джеймса
                                  - Джордж Дэвид Роланд Невилл (род. 20 марта 2010)
                                  - Фредерик Гай Джеймс Невилл (род. 7 февраля 2012)

                                - Анна Луиза Мария Невилл (род. 16 февраля 1976)
                                - Джорджина Роуз Невилл (род. 16 мая 1981)

                              - Майкл Джордж Рэтмор Невилл (род. 14 июля 1943)

                    - Генриетта Невилл (24 мая 1756 — 2 апреля 1833); муж: с 9 сентября 1779 Джон Берни (ок. 1757 — 4 сентября 1825), 7-й баронет Берни с 1778
                    - Джордж Генри Невилл из Фауэр Пэлас (6 декабря 1760 — 7 августа 1844); жена: с 12 мая 1787 Кэролайн Уолпол (ум. 21 декабря 1841), дочь Ричарда Уолпола и Маргарет Вэннек
                      - Кэролайн Невилл (5 августа 1789 — 23 января 1794)
                      - Джордж Невилл (16 марта 1792 — 20 сентября 1825)
                      - Генри Уолпол Невилл (10 ноября 1803 — 3 марта 1837); жена: с 28 мая 1833 Фрэнсис Бэкон (ум. 4 октября 1892), дочь сэра Эдмунда Бэкона, 10-го баронета Бэкона, и Мэри Анны Элизабет Бэкон. Её вторым мужем был полковник Хэмблетон Фрэнсис Кастенс (ум. ок. 1893)
                      - Реджинальд Генри Невилл (14 сентября 1807 — 1 сентября 1878), мировой судья в Суссексе; жена: с 2 декабря 1847 Дороти Фанни Уолпол (ум. 24 марта 1913), дочь Онорато Уолпола, 3-го графа Орфорда, и Мэри Фоукнер
                        - Мерезия Августа Дороти Невилл (14 декабря 1849 — 26 октября 1918)
                        - Эдвард Август Невилл (28 февраля 1851 — 10 сентября 1915), мировой судья в Суссексе; жена: с 7 августа 1877 Эдит Фанни Оуэн Леггатт (ум. 15 мая 1937), дочь генерала-лейтенанта Эдварда Оуэна Леггатта
                        - Гораций Джон Невилл (22 октября 1855 — 10 января 1924), лейтенант королевского стрелкового корпуса; жена: с 2 января 1880 Анни Генриетта Марта Роу (ум. 27 декабря 1931), дочь Генри Диксона Роу
                          - Фредерик Реджинальд Невилл (17 сентября 1880 — 20 августа 1949), лейтенант корпуса обслуживания Королевской армии; жена: с 20 августа 1927 Джейн Фажеоль (ум. 17 июня 1975), дочь Игнация Жана Фажеоля
                            - Джон Роберт Ральф Невилл (род. 15 февраля 1928), лейтенант легкой кавалерии герцога Корнуольского; жена: с 30 июля 1955 Энн Маргарет Мэри Корбл, дочь Арчибальда Корбла
                              - Сесилия Энн Фредерика Невилл (род. 6 мая 1956); муж: с 23 сентября 1995 Квинтен Александр Холлик
                              - Доминик Джон Фредерик Невилл (род. 27 июня 1957); 1-я жена: с 1 мая 1980 (развод ок. 1995) Аманда Кинг, дочь Говарда Кинга; 2-я жена: Мириам Сакур, дочь Ахмеда Сакура
                                - (от 1-го брака) Абигайл Розмари Джиллиан Невилл (род. 15 июля 1982)
                                - (от 1-го брака) Корделия Магдалена Невилл (род. 18 октября 1984); муж: Дадли Спенсер
                                - (от 2-го брака) Оливия Джейн Энн Невилл (род. 2 ноября 1998)
                                - (от 2-го брака) Элла Роза Зохра Невилл (род. 29 июня 2000)

                              - Ральф Стивен Джон Невилл (род. 8 июня 1959)
                              - Кэролайн Мэри Невилл (род. 13 августа 1960); муж: с 11 сентября 1982 Уильям Саннакс
                              - Кристофер Генри Чарльз Невилл (род. 25 октября 1962)
                                - Чантал Анна-Мария Невилл (род. 11 января 1994)
                                - Грегори Пол Джон Невилл (род. 11 ноября 1997)

                              - Энтони Руперт Гай Невилл (род. 8 октября 1966)

                            - Анна Мэри Фредерика Доротея Невилл (род. 17 января 1938); муж: с 17 декабря 1960 Иан Джордж Хэсти

                          - Джон Генри Невилл (22 января 1882 — 29 апреля 1942), лейтенант 2-го батальона Ирландского королевского полка
                          - Роберт Эвелин Невилл (9 июля 1883 — 2 марта 1884)
                          - Джеффри Гораций Невилл (13 ноября 1894 — 2 марта 1895)

                        - Ральф Генри Невилл (4 февраля 1865 — 24 июня 1930)

                  - (от 1-го брака) Кэтрин Невилл (до 1729—1820)
                  - (от 1-го брака) Эдвард Невилл (ок. 19 ноября 1729 — ?)
                  - (от 2-го брака) Уильям Невилл, священник

                - Мэри Невилл; муж: Чарльз Чамберлейн Ребоу

          - Анна Невилл (ок. 1611 — 22 августа 1660); муж: с 17 декабря 1628 Джон Лукас (23 октября 1606 — 2 июля 1671), 1-й барон Лукас из Шенфилда с 1645

        - Эдвард Невилл
        - Джон Невилл (ум. ребёнком)
        - Томас Невилл (ум. ребёнком)
        - Чарльз Невилл (ум. ребёнком)
        - Элизабет Невилл; 1-й муж: сэр Джон Грей; 2-й муж: сэр Джон Бингли
        - Мэри Невилл (ум. ок. июля 1648); муж: ранее 1608 Джордж Горинг (28 апреля 1585 — 6 января 1663), 1-й барон Горвинг с 1628, 1-й граф Норвич с 1644, член палаты общин от Льюиса в 1620—1622, 1624—1626 и 1628, вице-камергер королевского двора в 1626—1628, 1639—1644, посол во Франции в 1643—1644
        - Кэтрин Невилл; муж: Сэр Стефан Лессур
        - Фрэнсис Невилл
        - Маргарет Невилл

      - (от 1-го брака) Гризель Невилл (1561 — ?); муж: сэр Генри Поул (ок. 1564—1632), мировой судья в Уилтшире ок. 1590, член Палаты общин от Криклейда в 1604—1611, член Палаты общин от Уилтшира в 1614 и 1626, шериф Уилтшира в 1619—1620, член Палаты общин от Малмсбери в 1621—1622, член Палаты общин от Оксфордшира в 1624—1625
      - (от 1-го брака) Фрэнсис Невилл из Кеймера; жена: Мэри Льюкнор
        - Эдвард Невилл из Кеймера; жена: Маргарет Палмер, дочь сэра Фрэнсиса Палмера
          - Френсис Невилл (ок. 1612 — 22 мая 1668); муж: Чарльз Лонгвиль из Меппершолла (1612 — 17 июня 1643), 12-й барон Грей из Ратина с 1639
          - Ричард Невилл
          - Генри Невилл
          - Анна Невилл
          - Мари Невилл

        - Фрэнсис Невилл
        - Джордж Невилл
        - Ричард Невилл
        - Томас Невилл
        - Анна Невилл
        - Кэтрин Невилл
        - Мари Невилл

      - (от 1-го брака) Джордж Невилл
      - (от 1-го брака) Генри Невилл; жена: Элеанор Пул (1569 — ?), дочь Эдварда Пула и Маргарет Уолтон
        - Кэтрин Невилл (ок. 1603 — ?)
        - Эдвард Невилл (ок. 1604—1622)
        - Генри Невилл (ок. 1604 — ?)
        - Фрэнсис Невилл (ок. 1605 — ?)
        - Томас Невилл (ок. 1606 — ?)
        - Уильям Невилл (ок. 1610 — ?)
        - Джордж Невилл (ок. 1612 — ?)

      - (от 1-го брака) Маргарет Невилл; муж: сэр Николас Льюкенор
      - (от 1-го брака) Мэри Невилл; муж: Эдвард Блаунт

    - сэр Генри Невилл из Биллингбера (ум. 1593); жена: Элизабет Грешем, дочь сэра Джона Грэшема
      - Невиллы из Биллингбера

    - Кэтрин Невилл; муж: Климент Трокмортон (ум. 1573)
    - Элизабет Невилл; муж: Томас Эймс
    - Мэри Невилл; муж: Генри Дингли
    - Фрэнсис Невилл (1519 — 18 октября 1599); 1-й муж: сэр Эдвард Уолдегрейв (1517 — 1 сентября 1561); 2-й муж: Чидиок Поулет, лорд Поулет

  - (от 1-го брака) сэр Томас Невилл (ок. 1480 — 29 мая 1542), член Палаты представителей от Кента, шериф Стаффордшира в 1515, мировой судья в Вустере, Суррее, Мидлсексе и Кенте, член Тайного совета
  - (от 1-го брака) Уильям Невилл
  - (от 1-го брака) Ричард Невилл (ум. после 1515), рыцарь Родосского ордена
  - (от 1-го брака) Джейн Невилл (ум. до 26 октября 1538); муж: ранее мая 1520 сэр Генри Поул (ок. 1492 — 9 января 1539), 1-й барон Монтегю с 1514
  - (от 1-го брака) Элизабет Невилл; муж: сэр Эдвард Беркли
- (от 1-го брака) Кэтрин Невилл (ок. 1444 — ?); муж: сэр Джон Ивардби
- (от 2-го брака) Маргарет Невилл (после 1448 — 30 сентября 1506);муж: ранее 1481 Джон Брук (после 1446 — 9 марта 1512), 7-й барон Кобэм из Кента с 1472
- (от 2-го брака) Кэрин Невилл; муж: Роберт Тэнфилд
- (от 2-го брака) Анна Невилл (ум. после 26 февраля 1481); муж: до 1479 Джон Ле Стрейндж (ок. 1444 — 16 октября 1479), 8-й барон Стрейндж из Нокина и 4-й барон Моэн с 1449

#### Невиллы из Биллингбера (генеалогия)
сэр Генри Невилл из Биллингбера (ум. 1593); жена: Элизабет Грешем, дочь сэра Джона Грэшема
- Кэтрин Невилл; муж: Эдмонд д’Ойли (ум. 1612)
- сэр Генри Невилл из Биллингбера (ок. 1564 — 10 июля 1615), член Палаты общин от Нью Виндзора в 1584—1585 и 1593, член Палаты общин от Суссекса в 1588—1589, член Палаты общин от Лискирда в 1597—1598, посол во Францию в 1599, член Палаты общин от Кента в 1601, член Палаты общин от Ливса в 1603—1604, член Палаты общин от Беркшира в 1604—1611 и 1614; жена: Анна Киллигрю, дочь сэра Генри Киллигрю
  - сэр Генри Невилл из Биллингбера (ум. 29 июня 1629); жена: Элизабет Смит, дочь сэра Джона Смита из Остенхэнгера. Её вторым мужем был сэр Джон Торогуд
    - Ричард Невилл из Биллингбера (ок. 1617—1676), заместитель председателя совета Беркшира по военным делам, мировой судья, полковник армии роялистов во время Гражданской войны; жена: Анна Хейдон, дочь сэра Джона Хейдона
      - Анна Невилл (14 февраля 1647—1700); муж: Ричард Рейнсфорд
      - Мирабель Невилл (16 ноября 1650 — ?)
      - Джон Невилл (23 июля 1652 — декабрь 1678)
      - Ричард Невилл (12 октября 1655—1717), член палаты общин от Беркшира; жена: Кэтрин Грей, дочь Ральфа Грея, 2-го барона Грея из Уорка, и Кэтри Форд
        - Грей Невилл (23 сентября 1681 — 24 апреля 1723), член палаты общин от Эбингдона в 1705, член палаты общин от Уоллингфорда в 1708, член палаты общин от Берик-апон-Твида в 1715 и 1722; жена: ранее 1723 Элизабет Ботелер (ум. 16 ноября 1740), дочь сэра Джона Ботелера
        - Генри Грей (17 августа 1683—1740), член палаты общин от Вендовера в 1709; жена: ранее 1740 Элизабет Гриффин (1691 — июль 1762), дочь Джеймса Гриффина, 2-го барона Гриффина из Брейбрука, и Энн Рейнсфорд

      - Элизабет Невилл (6 мая 1657 — ?)
      - Кэтрин Невилл (23 июня 1659—1720); муж: Ричард Олдуорт (ум. 1738). Их сын Ричард (3 сентября 1717 — 17 июля 1793) принял фамилию Невилл. Его сын Ричард, 2-й барон Брейбрук, переменил фамилию на Гриффин и стал родоначальником ветви баронов Брейбрук. Второй сын Ричарда Гриффина, Джордж, принял фамилию Невилл-Гренвилл, которую носили потомки его старшего сына, потомки младшего носили фамилию Невилл.
      - Фрэнсис Невилл (19 мая 1664 — ?); муж: сэр Ричард Кокс (ок. 1658 — 21 октября 1726), 2-й баронет Кокс из Дамблетона с 1684

    - Генри Невилл (1620—1694), член государственного совета Оливера Кромвиля в 1651—1654, член палаты общин от Рединга в 1658; жена: Элизабет Стэвертон, дочь Ричарда Стэвертона
    - Кэтрин Невилл; муж: сэр Томас Ламсфорд из Уайли
    - Мэри Невилл; муж: N Борелл
    - Филиппа Невилл; муж: Джон Джефсон, полковник

  - Уильям Невилл
  - Чарльз Невилл (ум. 1626)
  - Ричард Невилл
  - Эдвард Невилл (ум. 1632)
  - Элизабет Невилл; 1-й муж: Уильям Гловер; 2-й муж: сэр Генри Беркли; 3-й муж: Томас Дайк
  - Фрэнсис Невилл (ум. 1669/1661); 1-й муж: с ок. 1610 сэр Ричард Уолси (27 июня 1621), 1-й баронет Уолси из Аппулдеркомба с 1611; 2-й муж: Джером Бретт
  - Кэтрин Невилл; муж: сэр Ричард Брук из Нортона (14 марта 1571 — 10 апреля 1632)
  - Мэри Невилл; муж: сэр Ричард Льюнор из Денэма (ум. после 1633)
  - Дороти Невилл; муж: Ричард Кэтеллин из замка Уигфрид

#### Невиллы из Хорнби (генеалогия)
Джеффри VIII де Невилл (ум. до 16 марта 1285); жена: ранее 1267 Маргарет де Лонгвиллер (до 1252 — 1319), дочь Джона де Лонгвиллера
- Джон (V) де Невилл (10 августа 1269 — до апреля 1309), лорд Хорнби; жена: Пернель (ум. 1346/1349)
  - Джон (VI) де Невилл (30 ноября 1299 — до 1 декабря 1335), лорд Хорнби с 1309
- Джеффри IX де Невилл
- Роберт (I) де Невилл (ум. после 1324)
  - Роберт (II) де Невилл (до 1312 — ок. июля 1373), лорд Хорнби с 1336; 1-я жена: ранее 1328 Джоан де Этертон, дочь Генри де Этертона и Эммы; 2-я жена: Элизабет де Сент-Лоуренс (ум. после июля 1373), дочь Томасе де Сент-Лоуренса
    - (от 1-го брака) Роберт (III) де Невилл (до 1328 — 4 апреля 1413), лорд Хорнби с 1373, шериф Йоркшира в 1378—1379; муж: с ок. 1344 Маргарет де Ла Поль, дочь сэра Уильяма де Ла Поля
      - сэр Томас де Невилл (ум. до 1387); жена: Джоан Фёрниволл
        - Маргарет де Невилл (1377/1383 — 1413/1426); муж: Томас Бофорт (январь 1377 — 27 декабря 1426), 1-й граф Дорсет с 1412, 1-й герцог Эксетер с 1416, канцлер Англии в 1410—1412, адмирал Англии с 1413

      - Маргарет де Невилл; муж: сэр Уильям Харингтон
      - Джоан де Невилл; муж: N Лэнгтон

    - (от 1-го брака) Джон де Невилл
    - (от 1-го брака) Жиль де Невилл
    - (от 1-го брака) Томас де Невилл
    - (от 1-го брака) Уильям де Невилл
    - (от 1-го брака) Джеффри де Невилл
- Эдмунд де Невилл (1284—1344)
- Уильям де Невилл (1285 — ?)
- Маргарет де Невилл (1285 — ?); муж: сэр Роберт де Нортмилфорд

## Комментарии
1. ↑  В документах встречаются разные варианты написания патронима — Neuville, Nevylle, Nevyll, Nevyl, Nevill и Nevil[1].